# Daniele Colli
Daniele Colli  (né le 19 avril 1982 à Rho en Lombardie) est un coureur cycliste italien.

## Biographie

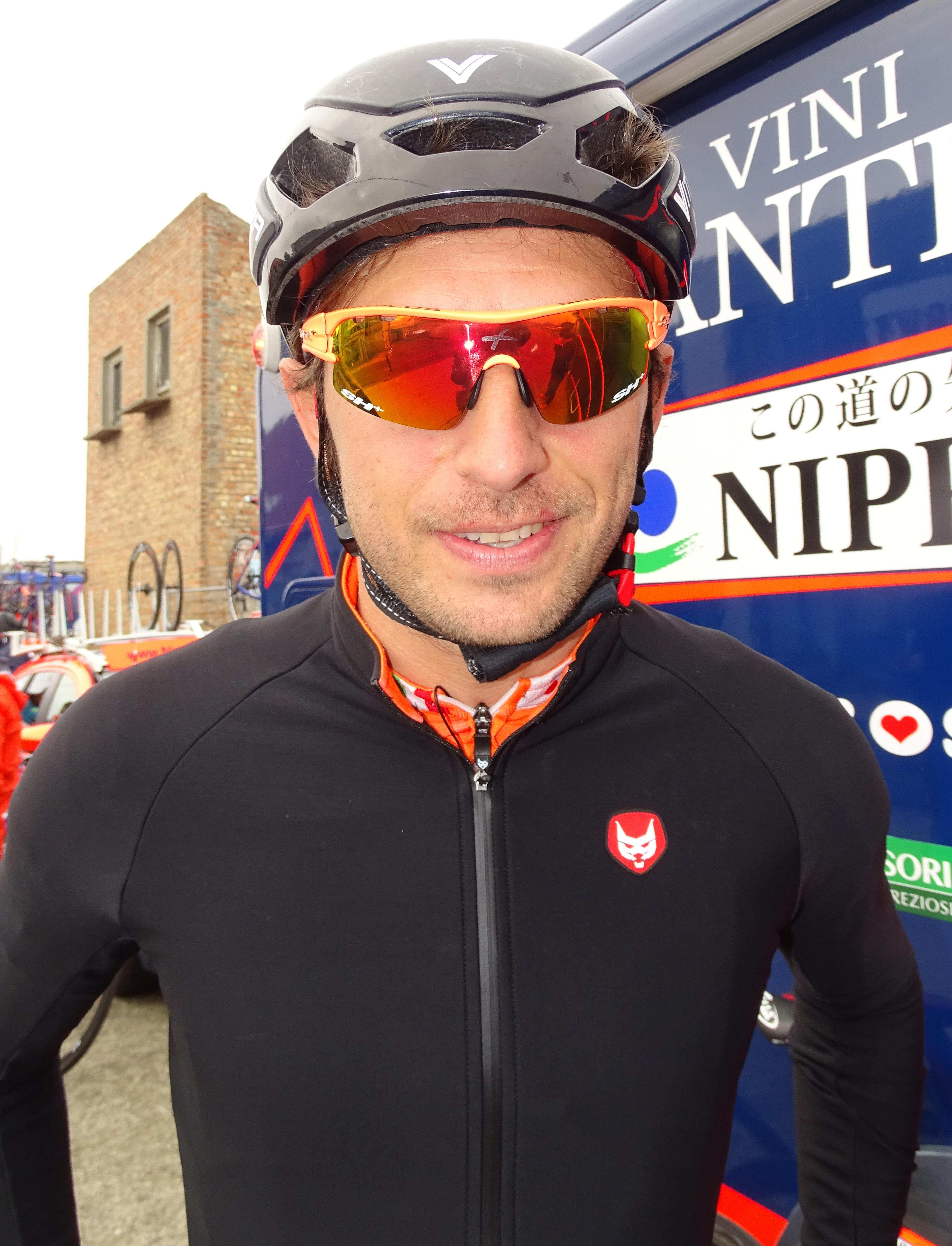
Daniele Colli lors du départ de la Handzame Classic 2016 à Bredene.

Daniele Colli se fait remarquer en Italie en gagnant la course en ligne du championnat d'Italie juniors en 1999, battant ainsi un certain Damiano Cunego. Son potentiel intéressant lui permet de remporter des courses en espoirs comme le Giro del Canavese en 2003 ou le Gran Premio della Liberazione et le Trofeo Alcide Degasperi en 2004. Ses résultats lui font découvrir le ProTour nouvellement créé avec la Liquigas en 2005. Cette première saison professionnelle est plutôt bonne avec des podiums sur des étapes de course ProTour. Sa carrière n'avançant plus, il choisit de rejoindre Ceramiche Panaria puis se retrouvant sans contrat, l'équipe P-Nívó Betonexpressz 2000. Il remporte avec cette dernière deux étapes sur le Tour de Szeklerland.

## Palmarès
- 1999
  -  Champion d'Italie sur route juniors
  - Gran Premio dell'Arno
- 2000
  - Tour du Pays de Vaud
  - 3e du Tour de Toscane juniors
  - 8e du championnat du monde du contre-la-montre juniors
- 2003
  - Medaglia d'Oro Fiera di Sommacampagna
  - Giro del Canavese
  - 3e de l'Astico-Brenta
- 2004
  - Trofeo Alcide Degasperi
  - Gran Premio della Liberazione
  - Mémorial Guido Zamperioli
  - Trophée de la ville de Conegliano
  - 2e de la Coppa Città di Asti
- 2008
  - 3e et 4e étapes du Tour de Szeklerland
- 2009
  - 3e du Mémorial Cimurri
- 2010
  - 3e du Gran Premio Industria e Commercio Artigianato Carnaghese
- 2012
  - 8e étape du Tour d'Autriche
  - 2e du Tour de la province de Reggio de Calabre
  - 3e d'À travers Drenthe
- 2014
  - 3e du Grand Prix Pino Cerami
- 2015
  - 2e étape du Tour de Hokkaido
  - Tour de Chine I :
    - Classement général
    - 4e étape

  - 2e du Tour de Hokkaido

## Résultats sur les grands tours

### Tour d'Italie
2 participations
- 2014 : abandon (16e étape)
- 2015 : non-partant (7e étape)

## Classements mondiaux
| Année                                 | 2007  | 2008 | 2009 | 2010 | 2011 | 2012 | 2013 | 2014 | 2015 | 2016  |
| ------------------------------------- | ----- | ---- | ---- | ---- | ---- | ---- | ---- | ---- | ---- | ----- |
| Classement mondial                    |       |      |      |      |      |      |      |      |      | 1102e |
| UCI Europe Tour                       | 1092e | 593e | 104e | 25e  | 132e | 31e  | 470e | 193e | 300e | 1135e |
| UCI Asia Tour                         | nc    | nc   | 230e | 51e  | nc   | 68e  | nc   | nc   | 13e  | 234e  |
| UCI America Tour                      | nc    | nc   | nc   | nc   | nc   | 103e | nc   | nc   | nc   | nc    |
|                                       |       |      |      |      |      |      |      |      |      |       |
| Légende : nc = non classéSource : UCI |       |      |      |      |      |      |      |      |      |       |